# Fernanda Hurtado
María Fernanda Hurtado Carrillo, de nom artístic Fernanda Hurtado, (Madrid, 17 de juliol de 1947) és una actriu espanyola, filla de Mary Carrillo i germana de Paloma Hurtado i germana bessona de Teresa Hurtado.
Amb les seves germanes, Fernanda va formar el trio còmic Las hermanas Hurtado.

## Biografia
Fernanda Hurtado va començar a l'escena als dos mesos d'edat en l'obra Mare Alegria, iniciant-se al món de la interpretació des de ben aviat, seguint la tradició de la saga familiar.
Durant la seva carrera teatral va interpretar papers en obres com El somni d'una nit d'estiu, Melocotón en almíbar de Miguel Mihura, Pecados conyugales (1966) de Juan José Alonso Millán, ¡Cómo está el servicio! (1968) d'Alfonso Paso, La casa de Las Chivas (1969) de Jaime Salom, La muchacha del sombrerito rosa (1967) de Víctor Ruiz Iriarte, No somos ni Romeo ni Julieta d'Alfonso Paso o La venganza de la Petra de Carlos Arniches.
Aconsegueix gran popularitat a la fi dels anys seixanta quan intervé, al costat de la seva germana bessona Teresa, a la sèrie La casa de los Martínez (1969-1971), seguida per Divertido siglo (1972-1973) de Fernando García de la Vega.
Pel que fa a la seva carrera en el cinema, va intervenir en títols com La Graduada (1971) de Mariano Ozores, amb Lina Morgan, Mi mujer es muy decente, dentro de lo que cabe (1975) d'Antonio Drove, La guerra de los niños (1980) o l'últim títol en el qual va intervenir En busca del huevo perdido, al costat de les seves germanes Paloma i Teresa.
Al 1979 va formar al costat de les seves germanes el trio humorístic Las Hermanas Hurtado. Especialment populars a partir de 1982 quan incorporen els personatges de tacañonas en el concurs de TVE Un, dos, tres... responda otra vez, fins a 1994. Fernanda dona vida a la càndida i puritana Mari Puri.
Després de la interrupció del programa el 1994, la seva activitat artística s'ha vist disminuïda.